# 변준우
변준우(1995년 1월 19일 ~ )는 대한민국의 배우이자 모델이다.

## 출연작

### 드라마
- 《슴슴한 그대》 (EBS, 2014년) - 국진 역

### 영화
- 《전설의 주먹》 (2013년) - 일진들 역
- 《건우와 덴마크》 (2016년) - 알바생 역
- 《일진 2》 (2018년) - 황대천 역
- 《일진 3》 (2019년) - 황대천 역
- 《지금 이순간》 (2019년) - 룸싸롱 직원 역
- 《어게인》 (2020년) - 앙상블 역
- 《캐논볼》 (2021년) - 경훈 역

### 연극
- 《술집》 (2013년) - 기섭 역
- 《칠산리》 (2014년) - 면장 역
- 《피의 결혼》 (2014년) - 신랑 역
- 《우리동네 명탐정》 (2017년) - 박강훈 역

### 뮤직비디오
- 슈가볼 – 연애담